# Honschaft Barl
Die Honschaft Barl wurde im Jahr 980 unter der Bezeichnung Barala erstmals urkundlich erwähnt und gehörte zu diesem Zeitpunkt zum Kirchspiel Wald. Die Grenze zum Kirchspiel Solingen bildete der Nacker Bach. Beide Kirchspiele gehörten zum Amt Solingen, einem von insgesamt 19 Ämtern innerhalb des Herzogtums Berg. Zur Honschaft Barl gehörten unter anderem die Hofschaften Aufderhöhe, Löhdorf, Straßen und vor 1805 auch Steinendorf und Küllenberg.:1:232
Die Honschaft bestand auch um das Jahr 1220, als Graf Engelbert von Berg seine Grafschaft Berg in Gerichtsbezirke aufteilte. Die Honschaft Barl war bereits zu dieser Zeit eine von acht Honschaften des Kirchspiels Wald, das zugleich ab dieser Zeit einen Gerichtsbezirk bildete.
Am 15. März 1806 trat Kurfürst Maximilian IV. Joseph das Herzogtum Berg an Napoleon ab. Dabei wurden neue Verwaltungseinheiten geschaffen. Auch zwischen den Kirchspielen Wald und Solingen erfolgten Umstrukturierungen. So gelangten alle Hofschaften südlich der heutigen Löhdorfer Straße und westlich der heutigen Nußbaumstraße zum Kirchspiel Solingen, darunter auch Steinendorf und Küllenberg. Die Hofschaft Straßen sowie Jammertal, Löhdorf und Greuel wurden in einen Solinger und einen Walder Teil aufgeteilt.:232 Am 14. November 1808, nach Bildung der Mairien (Bürgermeistereien), wurden die Orte im Kirchspiel Solingen Teil der Mairie und späteren Stadt Höhscheid. Die übrigen Hofschaften fielen an die Mairie Merscheid, die spätere Stadt Ohligs.:2
Nachdem das Großherzogtum Berg durch den Wiener Kongress an das Königreich Preußen gefallen war, wurden die Mairien in Bürgermeistereien umbenannt.
1815/16 lebten 1089 Einwohner in der Honschaft. Laut der Statistik und Topographie des Regierungsbezirks Düsseldorf gehörten zu der Honschaft 1832 folgende Ortschaften und Wohnplätze (originale Schreibweise): Backershof, Lemminghofen, Zur Scheuern, Wardt, Hübben, Dahl, Dahlerhammer, Oben Mankhaus, Unten Mankhaus, Scharrenberg, Scharrenbergermühle, Alten Ufer, Neuen Ufer, Barl, Wiefeldick, Börkhaus, Löhdorf, Höh, Siebels, Neu Löhdorf, Jammertal, Greul, Straßen, Schorberg, Junkernhäuschen, Hülsen, Riefnacken, Heiperz und Auf der Bech.
Zu dieser Zeit gab es zwei öffentliche Gebäude, 210 Wohnhäuser, vier Mühlen bzw. Fabriken und 206 landwirtschaftliche Gebäude. Es lebten 1357 Einwohner in der Honschaft, davon 80 katholischen und 1277 evangelischen Glaubens.
Die alte Honschaftsschule befand sich in Löhdorf, deren Gebäude – ein verschiefertes Fachwerkhaus – das heutige Haus Löhdorfer Straße 299 ist. Im Jahre 1822 wurde in Neu-Löhdorf eine neue Schule gebaut – das heutige Haus der Jugend an der Friedenstraße. Noch bis 1895 gingen die Kinder aus den abgetrennten Honschaftsteilen in Neu-Löhdorf zur Schule (sogenannte Prozentschule), bis schließlich in Aufderhöhe eine neue Schule gebaut wurde.:3
Als Teil der Städte Höhscheid und Ohligs kam das Gebiet der alten Honschaft Barl am 1. August 1929 zur Stadt Solingen.